# Halicyclops sinensis
Halicyclops sinensis is een eenoogkreeftjessoort uit de familie van de Halicyclopidae. De wetenschappelijke naam van de soort is voor het eerst geldig gepubliceerd in 1928 door Kiefer.